# Ley procesal
Una ley procesal es la ley que regula los procedimientos legales, dentro de la rama del derecho procesal. Este tipo de leyes regula los procedimientos mediante los cuales se pueden reclamar ante los órganos jurisdiccionales pretensiones basadas en derecho material (derecho civil, derecho penal, derecho mercantil, etc.)
Dependiendo de cada país y de su ordenamiento jurídico habrá una o varias leyes procesales. Lo  habitual es que exista una ley procesal para cada jurisdicción. También difiere su denominación según el país. En España se usa Ley de Enjuiciamiento para los órdenes civil y penal y Ley reguladora de la Jurisdicción para los órdenes social y contencioso-administrativo.

## Definiciones doctrinarias de derecho procesal
La Ley procesal es aquella norma jurídica que regula el funcionamiento y organización de los tribunales de justicia, o señala sus atribuciones y competencia, o determina las normas de procedimiento que deben ser utilizadas por las personas en el planteamiento de sus pretensiones y contra pretensiones ante los órganos jurisdiccionales.

## Leyes procesales en distintos países

### Chile
Las principales leyes procesales son la Constitución Política de la República de Chile (1980), el Código Orgánico de Tribunales, el Código de Procedimiento Civil y el Código Procesal Penal.

### España
- Orden civil: Ley de Enjuiciamiento Civil (LEC 2000)
- Orden penal: Ley de Enjuiciamiento Criminal (LECrim 1882)
- Orden contencioso-administrativo: Ley reguladora de la Jurisdicción Contencioso-administrativa (LJCA 1998)
- Orden social/laboral: Ley reguladora de la jurisdicción social (LJS 2011)